# Revenus
revenus（レヴィナス）は、2000年にデビューした日本のロック・バンド。

## 来歴
1997年に作曲家として活動していたギタリストの菅原サトルと、ヴォーカリストの世古あき子が出会う。その後インディーズで活動するドラマーの近藤順子が加入し、3ピース・バンドとして活動を開始した。制作したデモ・テープがX JAPANのYOSHIKIの耳にとまり、2000年8月23日にYOSHIKIが主宰するエクスタシー・ジャパンからインディーズ・デビュー・シングル「Happy Driving」をリリース。そして2001年2月7日にメジャー・デビュー・シングル「千の瞳」をリリースした。「千の瞳」は関西テレビ・フジテレビ系全国ネットドラマ『2001年のおとこ運』の挿入歌に採用され、約5万枚を売り上げるロング・セールスとなった。
2001年5月には3枚目のシングル「Flower」をリリースするが、楽曲制作・プロデュースワークで評価が高まった菅原が2001年末にメンバーから退き、revenusのサウンド・プロデューサーに専念することになる。その後ギタリストの堤美紗と、バンド結成以来不在であったベーシストに矢島悦子を迎え、女性4人からなるバンドとして活動していくことになる。2002年5月、約1年ぶりのシングル「アカシア」をリリース。同年6月26日には過去の全シングルと新録曲を含むファースト・アルバム『glory days』をリリースした。

## ディスコグラフィ

### アルバム
- glory days（2002年6月26日）

### シングル
- Happy Driving（2000年8月23日）
- 千の瞳（2001年2月7日）
- Flower（2001年5月9日）
- アカシア（2002年5月15日）

## タイアップ一覧
| 使用年 | 曲名          | タイアップ                                                                 |
| ------ | ------------- | -------------------------------------------------------------------------- |
| 2000年 | Happy Driving | TBS系『COUNT DOWN TV』2000年8月度オープニングテーマ                        |
| 2001年 | 千の瞳        | 関西テレビ・フジテレビ系ドラマ『2001年のおとこ運』挿入歌（あたるのテーマ） |
| 2001年 | Flower        | テレビ朝日系『内村プロデュース』エンディングテーマ                         |
| 2002年 | アカシア      | 関西テレビ・フジテレビ系ドラマ『春ランマン』主題歌                         |